# Ambarawa Barat
Ambarawa Barat is een bestuurslaag in het regentschap Pringsewu van de provincie Lampung, Indonesië. Ambarawa Barat telt 4229 inwoners (volkstelling 2010).